# Pericnemis lestoides
Pericnemis lestoides is een libellensoort uit de familie van de waterjuffers (Coenagrionidae), onderorde juffers (Zygoptera).
De wetenschappelijke naam van de soort is voor het eerst geldig gepubliceerd in 1868 als Amphicnemis lestoides door Brauer.